# Vangueriella glabrescens
Vangueriella glabrescens là một loài thực vật có hoa trong họ Thiến thảo. Loài này được (Robyns) Verdc. miêu tả khoa học đầu tiên năm 1987.